# Serie A2 2015-2016 (pallamano maschile)
La Serie A2 2015-2016 è stata la 46ª edizione del torneo di secondo livello del campionato italiano di pallamano maschile,  organizzato dalla Federazione Italiana Giuoco Handball.
La competizione è iniziata il 10 ottobre 2015 e si è conclusa il 9 aprile 2016.

## Formula

### Stagione regolare
Nella stagione 2015/2016
il campionato si svolge tra 36 squadre divise in un girone da 10 club, due gironi da 8 club e due gironi da 5 club. Nei gironi da 10 e da 8 club, le squadre si affrontano, in una fase iniziale, con la formula del girone all'italiana con partite di andata e ritorno. Al termine della stagione regolare si qualificano per la poule promozione le squadre classificate dal 1º al 4º posto di ciascun girone; le altre vengono relegate alla poule retrocessione. Nei gironi da 5 club, le squadre si affrontano con la formula del girone all'italiana con partite di andata, ritorno, doppia andata e doppio ritorno. 
Per ogni incontro i punti assegnati in classifica sono così determinati:
- tre punti per la squadra che vinca l'incontro alla fine dei tempi regolamentari;
- due punti per la squadra che vinca l'incontro dopo i tiri di rigore;
- un punto per la squadra che perda l'incontro dopo i tiri di rigore;
- zero punti per la squadra che perda l'incontro alla fine dei tempi regolamentari.

### Poule promozione
Le squadre qualificate dopo la prima fase si affrontano con la formula del girone all'italiana con partite di andata e ritorno.
La squadra 1ª classificata al termine della poule promozione viene promossa in serie Serie A - 1ª Divisione Nazionale.

### Poule retrocessione
Le squadre relegate dopo la prima fase si affrontano con la formula del girone all'italiana con partite di andata e ritorno.
La squadra 4ª classificata al termine della poule viene retrocessa in serie Serie B.

## Girone A

### Squadre partecipanti
| Città                    | Club                           | Palasport                 | Sponsor           | Stagione 2015-2016           |
| ------------------------ | ------------------------------ | ------------------------- | ----------------- | ---------------------------- |
| Cassano Magnago (VA)     | Cassano Magnago HC (Squadra B) | PalaTacca                 |                   | 2ª Serie A2 - Girone A       |
| Gallarate (VA)           | Pallamano Crenna               | Palestra Cedrate          | Chiaravalli Group | 5ª Serie A2 - Girone A       |
| Cologne (BS)             | Pallamano Cologne              | Palasport di Cologne      | Metelli           | 9ª Serie A - Girone A        |
| Lusernetta (TO)          | Cum Petere Valpellice Handball | Palasport di Pinasca      | Valmora           | 1ª Serie B - Girone Piemonte |
| Molteno (LC)             | HC San Giorgio Molteno         | Palasport San Giorgio     |                   | 6ª Serie A2 - Girone A       |
| San Donato Milanese (MI) | Polisportiva Ferrarin          | Palazzetto Polifunzionale |                   | 4ª Serie A2 - Girone A       |
| Torino                   | Pallamano Città Giardino       | PalaRuffini               |                   | 7ª Serie A2 - Girone A       |
| Ventimiglia (IM)         | Pallamano Ventimiglia          | PalaRoya                  | Balboni Store     | 3ª Serie A2 - Girone A       |

### Prima Fase

#### Risultati
| Andata     | Andata  | 1ª/8ª giornata                       | Ritorno | Ritorno    |
|            |         |                                      |         |            |
| 10 ottobre | 28 - 37 | Città Giardino - San Giorgio Molteno | 27 - 32 | 5 dicembre |
| 10 ottobre | 28 - 22 | Ventimiglia - Lusernetta             | 34 - 26 | 5 dicembre |
| 10 ottobre | 31 - 24 | Cologne - Crenna                     | 24 - 23 | 5 dicembre |
| 10 ottobre | 32 - 20 | Cassano Magnago - Ferrarin           | 31 - 26 | 5 dicembre |

| Andata     | Andata  | 2ª/9ª giornata                    | Ritorno | Ritorno     |
|            |         |                                   |         |             |
| 17 ottobre | 17 - 29 | Ferrarin - Cologne                | 17 - 34 | 12 dicembre |
| 17 ottobre | 29 - 27 | Crenna - Città Giardino           | 18 - 32 | 12 dicembre |
| 17 ottobre | 24 - 25 | San Giorgio Molteno - Ventimiglia | 27 - 23 | 12 dicembre |
| 17 ottobre | 22 - 40 | Lusernetta - Cassano Magnago      | 23 - 34 | 13 dicembre |

| Andata     | Andata  | 3ª/10ª giornata               | Ritorno | Ritorno     |
|            |         |                               |         |             |
| 24 ottobre | 27 - 18 | Cologne - San Giorgio Molteno | 19 - 23 | 19 dicembre |
| 24 ottobre | 33 - 34 | Città Giardino - Lusernetta   | 35 - 20 | 19 dicembre |
| 24 ottobre | 25 - 26 | Ventimiglia - Ferrarin        | 29 - 22 | 19 dicembre |
| 25 ottobre | 31 - 21 | Cassano Magnago - Crenna      | 24 - 25 | 19 dicembre |

| Andata     | Andata  | 4ª/11ª giornata                  | Ritorno | Ritorno    |
|            |         |                                  |         |            |
| 31 ottobre | 27 - 29 | Città Giardino - Ventimiglia     | 29 - 22 | 23 gennaio |
| 31 ottobre | 30 - 34 | Lusernetta - San Giorgio Molteno | 18 - 33 | 23 gennaio |
| 31 ottobre | 16 - 19 | Ferrarin - Crenna                | 28 - 34 | 23 gennaio |
| 1 novembre | 32 - 27 | Cassano Magnago - Cologne        | 22 - 25 | 23 gennaio |

| Andata      | Andata  | 5ª/12ª giornata                       | Ritorno | Ritorno    |
|             |         |                                       |         |            |
| 14 novembre | 27 - 24 | San Giorgio Molteno - Cassano Magnago | 29 - 30 | 31 gennaio |
| 14 novembre | 30 - 20 | Cologne - Lusernetta                  | 28 - 11 | 30 gennaio |
| 14 novembre | 30 - 26 | Ferrarin - Città Giardino             | 31 - 35 | 30 gennaio |
| 14 novembre | 26 - 20 | Ventimiglia - Crenna                  | 23 - 30 | 30 gennaio |

| Andata      | Andata  | 6ª/13ª giornata                  | Ritorno | Ritorno    |
|             |         |                                  |         |            |
| 21 novembre | 27 - 30 | Città Giardino - Cassano Magnago | 23 - 29 | 7 febbraio |
| 21 novembre | 17 - 26 | Ventimiglia - Cologne            | 17 - 21 | 6 febbraio |
| 21 novembre | 37 - 23 | San Giorgio Molteno - Ferrarin   | 29 - 22 | 6 febbraio |
| 21 novembre | 36 - 37 | Crenna - Lusernetta              | 24 - 34 | 6 febbraio |

| \| Andata \| Andata \| 7ª/14ª giornata \| Ritorno \| Ritorno \| \| \| \| \| \| \| \| 28 novembre \| 28 - 29 \| Lusernetta - Ferrarin \| 34 - 23 \| 13 febbraio \| \| 28 novembre \| 32 - 27 \| San Giorgio Molteno - Crenna \| 27 - 28 \| 13 febbraio \| \| 28 novembre \| 19 - 26 \| Città Giardino - Cologne \| 16 - 29 \| 13 febbraio \| \| 29 novembre \| 36 - 14 \| Cassano Magnago - Ventimiglia \| 22 - 26 \| 13 febbraio \| |         |                               |         |             |
| Andata | Andata  | 7ª/14ª giornata               | Ritorno | Ritorno     |
| |         |                               |         |             |
| 28 novembre | 28 - 29 | Lusernetta - Ferrarin         | 34 - 23 | 13 febbraio |
| 28 novembre | 32 - 27 | San Giorgio Molteno - Crenna  | 27 - 28 | 13 febbraio |
| 28 novembre | 19 - 26 | Città Giardino - Cologne      | 16 - 29 | 13 febbraio |
| 29 novembre | 36 - 14 | Cassano Magnago - Ventimiglia | 22 - 26 | 13 febbraio |

#### Classifica
|  | Pos. | Squadra         | Pt | G  | V  | VR | PR | S  | GF  | GS  | D   | Note                   |
|  | ---- | --------------- | -- | -- | -- | -- | -- | -- | --- | --- | --- | ---------------------- |
|  | 1.   | Cologne         | 36 | 14 | 12 | 0  | 0  | 2  | 376 | 276 | 100 | Qualificato ai playoff |
|  | 2.   | Molteno         | 31 | 14 | 10 | 0  | 1  | 3  | 414 | 353 | 61  | Qualificato ai playoff |
|  | 3.   | Cassano Magnago | 29 | 14 | 9  | 1  | 0  | 4  | 417 | 335 | 82  | Qualificato ai playoff |
|  | 4.   | Ventimiglia     | 24 | 14 | 7  | 1  | 1  | 5  | 350 | 359 | -9  | Qualificato ai playoff |
|  | 5.   | Crenna          | 19 | 14 | 6  | 0  | 1  | 7  | 358 | 392 | -34 | Playout                |
|  | 6.   | Valpellice      | 11 | 14 | 3  | 1  | 0  | 10 | 369 | 441 | -72 | Playout                |
|  | 7.   | Città Giardino  | 10 | 14 | 3  | 0  | 1  | 10 | 387 | 423 | -36 | Playout                |
|  | 8.   | Ferrarin        | 8  | 14 | 2  | 1  | 0  | 11 | 330 | 422 | -92 | Playout                |

### Poule Playoff

#### Classifica
|  | Pos. | Squadra         | Pt | G | V | VR | S | SR | GF  | GS  | D   | Note       |
|  | ---- | --------------- | -- | - | - | -- | - | -- | --- | --- | --- | ---------- |
|  | 1.   | Cologne         | 23 | 6 | 4 | 1  | 1 | 0  | 138 | 106 | +32 | Promozione |
|  | 2.   | Molteno         | 19 | 6 | 4 | 0  | 1 | 1  | 156 | 134 | +22 |            |
|  | 3.   | Cassano Magnago | 12 | 6 | 3 | 0  | 3 | 0  | 138 | 127 | +11 |            |
|  | 4.   | Ventimiglia     | 0  | 6 | 0 | 0  | 6 | 0  | 110 | 175 | -65 |            |

### Poule Retrocessione

#### Classifica
|  | Pos. | Squadra        | Pt | G | V | VR | S | SR | GF  | GS  | D   | Note          |
|  | ---- | -------------- | -- | - | - | -- | - | -- | --- | --- | --- | ------------- |
|  | 1.   | Valpellice     | 17 | 6 | 3 | 2  | 1 | 0  | 197 | 182 | +15 |               |
|  | 2.   | Crenna         | 14 | 6 | 2 | 0  | 2 | 2  | 173 | 181 | -8  |               |
|  | 3.   | Città Giardino | 14 | 6 | 4 | 0  | 2 | 0  | 183 | 166 | +17 |               |
|  | 4.   | Ferrarin       | 3  | 6 | 0 | 1  | 4 | 1  | 165 | 189 | -24 | Retrocessione |

## Girone B

### Squadre partecipanti
| Città                | Club                           | Palasport                           | Sponsor                               | Stagione 2015-2016           |
| -------------------- | ------------------------------ | ----------------------------------- | ------------------------------------- | ---------------------------- |
| Campo Tures (BZ)     | Pallamano SSV Taufers          | Palasport di Campo Tures            | Volksbank                             | 1ª Serie B - Girone Trentino |
| Mestrino (PD)        | Handball Emmeti                | Palasport "G. Villanova"            | Bonollo                               | 2ª Serie A2 - Girone B       |
| Oderzo (TV)          | Pallamano Oderzo               | Palasport di Oderzo                 | Visa                                  | 2ª Serie B - Girone Veneto   |
| Padova               | Pallamano Cellini Padova       | Tensostruttura Parco delle Farfalle | Real Solutions                        | 4ª Serie A2 - Girone B       |
| Paese (TV)           | Pallamano Paese                | Palasport Padernello                |                                       | 5ª Serie A2 - Girone B       |
| Rovereto (TN)        | Pallamano Rovereto Vallagarina | Palasport di Rovereto               | Valli Trentine                        | 7ª Serie A2 - Girone B       |
| Musile di Piave (VE) | ASD Pallamano Musile 2006      | Arcostruttura di Musile di Piave    | TecnoColor, Maser Group, Yogurtlandia | 1ª Serie B - Girone Veneto   |
| San Fior (TV)        | Handball Gridiron              | Istituto Tecnico per il turismo     | Gridiron                              | 3ª Serie A2 - Girone B       |
| Schio (VI)           | Pallamano Schio                | Palestra Lanzi                      | Europa                                | 8ª Serie A2 - Girone B       |
| Vigasio (VR)         | Handball Club Povegliano       | Palasport di Vigasio                |                                       | 9ª Serie B - Girone Veneto   |

### Prima Fase

#### Risultati
| Andata     | Andata  | 1ª/8ª giornata          | Ritorno | Ritorno     |
|            |         |                         |         |             |
| 10 ottobre | 22 - 24 | Paese - Taufers         | 29-33   | 19 dicembre |
| 10 ottobre | 24 - 25 | Schio - Rovereto        | 26-35   | 19 dicembre |
| 10 ottobre | 23 - 24 | Gridiron - Oderzo       | 32-22   | 19 dicembre |
| 10 ottobre | 34 - 18 | Musile - Povegliano     | 22-19   | 19 dicembre |
| 11 ottobre | 25 - 24 | Emmeti - Cellini Padova | 23-27   | 19 dicembre |

| Andata     | Andata  | 2ª/9ª giornata         | Ritorno | Ritorno    |
|            |         |                        |         |            |
| 17 ottobre | 27-30   | Taufers - Musile       | 25-37   | 23 gennaio |
| 17 ottobre | 26 - 25 | Povegliano - Gridiron  | 24-20   | 23 gennaio |
| 17 ottobre | 25 - 27 | Rovereto - Emmeti      | 15-27   | 24 gennaio |
| 17 ottobre | 33 - 13 | Cellini Padova - Paese | 28-25   | 23 gennaio |
| 17 ottobre | 32-30   | Oderzo - Schio         | 28-21   | 23 gennaio |

| Andata     | Andata | 3ª/10ª giornata          | Ritorno | Ritorno    |
|            |        |                          |         |            |
| 24 ottobre | 31-25  | Paese - Rovereto         | 24-21   | 30 gennaio |
| 24 ottobre | 24-32  | Schio - Povegliano       | 19-33   | 30 gennaio |
| 24 ottobre | 28-25  | Cellini Padova - Taufers | 26-27   | 30 gennaio |
| 24 ottobre | 25-32  | Gridiron- Musile         | 21-28   | 30 gennaio |
| 25 ottobre | 29-26  | Emmeti - Oderzo          | 24-23   | 30 gennaio |

| Andata     | Andata | 4ª/11ª giornata           | Ritorno | Ritorno    |
|            |        |                           |         |            |
| 31 ottobre | 27-20  | Taufers - Gridiron        | 30-24   | 6 febbraio |
| 31 ottobre | 37-31  | Musile - Schio            | 32-18   | 6 febbraio |
| 31 ottobre | 25-23  | Povegliano - Emmeti       | 25-26   | 7 febbraio |
| 31 ottobre | 27-26  | Rovereto - Cellini Padova | 15-23   | 6 febbraio |
| 31 ottobre | 33-25  | Oderzo - Paese            | 21-23   | 6 febbraio |

| Andata      | Andata | 5ª/12ª giornata         | Ritorno | Ritorno     |
|             |        |                         |         |             |
| 14 novembre | 28-27  | Rovereto - Taufers      | 19-23   | 13 febbraio |
| 14 novembre | 25-18  | Cellini Padova - Oderzo | 22-20   | 13 febbraio |
| 14 novembre | 22-21  | Paese - Povegliano      | 19-23   | 13 febbraio |
| 14 novembre | 24-27  | Schio - Gridiron        | 20-36   | 13 febbraio |
| 15 novembre | 37-26  | Emmeti - Musile         | 28-30   | 13 febbraio |

| Andata      | Andata | 6ª/13ª giornata             | Ritorno | Ritorno     |
|             |        |                             |         |             |
| 21 novembre | 35-26  | Taufers - Schio             | 34-29   | 27 febbraio |
| 21 novembre | 27-22  | Gridiron - Emmeti           | 24-18   | 28 febbraio |
| 21 novembre | 41-39  | Musile - Paese              | 31-28   | 27 febbraio |
| 21 novembre | 0-5    | Povegliano - Cellini Padova | 22-19   | 27 febbraio |
| 21 novembre | 27-20  | Oderzo - Rovereto           | 25-26   | 27 febbraio |

| Andata      | Andata | 7ª/14ª giornata         | Ritorno | Ritorno |
|             |        |                         |         |         |
| 28 novembre | 26-24  | Paese - Gridiron        | 19-26   | 5 marzo |
| 28 novembre | 20-24  | Rovereto - Povegliano   | 19-23   | 5 marzo |
| 28 novembre | 23-28  | Cellini Padova - Musile | 23-27   | 5 marzo |
| 28 novembre | 34-30  | Oderzo - Taufers        | 25-27   | 5 marzo |
| 29 novembre | 36-24  | Emmeti - Schio          | 39-22   | 5 marzo |

| Andata     | Andata | 8ª/15ª giornata           | Ritorno | Ritorno  |
|            |        |                           |         |          |
| 5 dicembre | 24-32  | Schio - Paese             | 25-38   | 12 marzo |
| 5 dicembre | 30-31  | Gridiron - Cellini Padova | 13-21   | 12 marzo |
| 5 dicembre | 36-30  | Musile - Rovereto         | 29-25   | 12 marzo |
| 5 dicembre | 21-19  | Povegliano - Oderzo       | 24-28   | 12 marzo |
| 6 dicembre | 27-30  | Emmeti - Taufers          | 22-28   | 12 marzo |

| \| Andata \| Andata \| 9ª/16ª giornata \| Ritorno \| Ritorno \| \| \| \| \| \| \| \| 12 dicembre \| 23-25 \| Rovereto - Gridiron \| 21-20 \| 19 marzo \| \| 12 dicembre \| 32-25 \| Cellini Padova- Schio \| 34-19 \| 19 marzo \| \| 12 dicembre \| 28-24 \| Paese - Emmeti \| 26-33 \| 20 marzo \| \| 12 dicembre \| 27-20 \| Taufers - Povegliano \| 20-27 \| 19 marzo \| \| 12 dicembre \| 27-34 \| Oderzo - Musile \| 28-25 \| 19 marzo \| |        |                       |         |          |
| Andata | Andata | 9ª/16ª giornata       | Ritorno | Ritorno  |
| |        |                       |         |          |
| 12 dicembre | 23-25  | Rovereto - Gridiron   | 21-20   | 19 marzo |
| 12 dicembre | 32-25  | Cellini Padova- Schio | 34-19   | 19 marzo |
| 12 dicembre | 28-24  | Paese - Emmeti        | 26-33   | 20 marzo |
| 12 dicembre | 27-20  | Taufers - Povegliano  | 20-27   | 19 marzo |
| 12 dicembre | 27-34  | Oderzo - Musile       | 28-25   | 19 marzo |

#### Classifica
|  | Pos. | Squadra              | Pt | G  | V  | VR | P  | PR | GF  | GS  | D    | Note                   |
|  | ---- | -------------------- | -- | -- | -- | -- | -- | -- | --- | --- | ---- | ---------------------- |
|  | 1.   | Musile               | 46 | 18 | 14 | 2  | 2  | 0  | 559 | 472 | +87  | Qualificato ai playoff |
|  | 2.   | Taufers              | 37 | 18 | 12 | 0  | 5  | 1  | 499 | 473 | +26  | Qualificato ai playoff |
|  | 3.   | Cellini Padova       | 36 | 18 | 12 | 0  | 6  | 0  | 450 | 378 | +73  | Qualificato ai playoff |
|  | 4.   | Povegliano           | 34 | 18 | 11 | 0  | 6  | 1  | 407 | 391 | +16  | Qualificato ai playoff |
|  | 5.   | Emmeti               | 30 | 18 | 9  | 1  | 7  | 1  | 490 | 455 | +35  | Playout                |
|  | 6.   | Oderzo               | 25 | 18 | 8  | 0  | 9  | 1  | 460 | 465 | -5   | Playout                |
|  | 7.   | Paese                | 25 | 18 | 8  | 0  | 9  | 1  | 462 | 493 | -31  | Playout                |
|  | 8.   | Gridirion            | 21 | 18 | 7  | 0  | 11 | 0  | 445 | 435 | +10  | Playout                |
|  | 9.   | Rovereto Vallagarina | 16 | 18 | 4  | 2  | 12 | 0  | 419 | 467 | -48  | Playout                |
|  | 10.  | Schio                | 0  | 18 | 0  | 0  | 18 | 0  | 435 | 597 | -162 | Playout                |

### Poule Playoff

#### Classifica
|  | Pos. | Squadra        | Pt | G | V | VR | S | SR | GF  | GS  | D   | Note       |
|  | ---- | -------------- | -- | - | - | -- | - | -- | --- | --- | --- | ---------- |
|  | 1.   | Musile         | 22 | 6 | 4 | 0  | 1 | 1  | 150 | 129 | +21 | Promozione |
|  | 2.   | Cellini Padova | 19 | 6 | 4 | 2  | 0 | 0  | 168 | 132 | +35 |            |
|  | 3.   | Taufers        | 9  | 6 | 0 | 1  | 4 | 1  | 144 | 170 | -26 |            |
|  | 4.   | Povegliano     | 4  | 6 | 1 | 0  | 4 | 1  | 120 | 151 | -31 |            |

### Poule Retrocessione

#### Classifica
|  | Pos. | Squadra              | Pt | G | V | VR | S | SR | GF  | GS  | D   | Note          |
|  | ---- | -------------------- | -- | - | - | -- | - | -- | --- | --- | --- | ------------- |
|  | 1.   | Oderzo               | 20 | 5 | 4 | 0  | 1 | 0  | 137 | 136 | +1  |               |
|  | 2.   | Emmeti               | 19 | 5 | 3 | 0  | 2 | 0  | 137 | 128 | +9  |               |
|  | 3.   | Gridirion            | 16 | 5 | 4 | 0  | 1 | 0  | 143 | 105 | +38 |               |
|  | 4.   | Paese                | 12 | 5 | 2 | 0  | 3 | 0  | 133 | 129 | +4  |               |
|  | 5.   | Rovereto Vallagarina | 8  | 5 | 2 | 0  | 3 | 0  | 128 | 122 | +6  |               |
|  | 6.   | Schio                | 0  | 5 | 0 | 0  | 5 | 0  | 118 | 170 | -52 | Retrocessione |

## Girone C

### Squadre partecipanti
| Città                       | Club                              | Palasport              | Sponsor | Stagione 2012-2013                 |
| --------------------------- | --------------------------------- | ---------------------- | ------- | ---------------------------------- |
| Bologna                     | Bologna United Handball           | PalaSavena             |         | 1ª Serie B - Girone Emilia-Romagna |
| Follonica (GR)              | Pallamano Follonica Starfish      | Palasport Raul Micheli |         | 5ª Serie A2 - Girone C             |
| Massa Marittima (GR)        | Olimpic Pallamano Massa Marittima | Pista Polivalente      | 3 Archi | 1ª Serie B - Girone Toscana-Umbria |
| Modena                      | Scuola Pallamano Modena           | Palasport di Modena    |         | 3ª Serie A2 - Girone C             |
| Parma                       | Pallamano Parma                   | Palazzetto del Bono    |         | 2ª Serie B - Girone Emilia-Romagna |
| Rubiera (RE)                | Pallamano Secchia Rubiera         | PalaBursi              |         | 4ª Serie A2 - Girone C             |
| Sassari                     | Verdeazzurro Handball Sassari     | Palestra via Venezia   |         | 1ª Serie B - Girone Sardegna       |
| Tavarnelle Val di Pesa (FI) | Pallamano Tavarnelle              | Palestra Biagi         |         | 2ª Serie A2 - Girone C             |

### Prima Fase

#### Risultati
| Andata     | Andata  | 1ª/8ª giornata                         | Ritorno | Ritorno    |  |
|            |         |                                        |         |            |  |
| 10 ottobre | 31 - 27 | Secchia Rubiera - Sassari Verdeazzurro | 42-23   | 5 dicembre |  |
| 10 ottobre | 34 - 35 | Massa Marittima - Bologna United       | 35-45   | 5 dicembre |  |
| 10 ottobre | 33 - 29 | Parma - Tavarnelle                     | 33-38   | 6 dicembre |  |
| 10 ottobre | 27 - 28 | Follonica - Modena                     | 24-27   | 5 dicembre |  |

| Andata     | Andata  | 2ª/9ª giornata                         | Ritorno | Ritorno     |
|            |         |                                        |         |             |
| 17 ottobre | 28 - 31 | Modena - Secchia Rubiera               | 23-22   | 12 dicembre |
| 17 ottobre | 33 - 35 | Sassari Verdeazzurro - Massa Marittima | 38-41   | 12 dicembre |
| 17 ottobre | 30 - 29 | Bologna United - Parma                 | 29-28   | 12 dicembre |
| 17 ottobre | 38 - 23 | Tavarnelle - Follonica                 | 26-15   | 13 dicembre |

| Andata     | Andata  | 3ª/10ª giornata                  | Ritorno | Ritorno     |
|            |         |                                  |         |             |
| 24 ottobre | 28 - 23 | Parma - Modena                   | 28-32   | 19 dicembre |
| 24 ottobre | 30 - 24 | Secchia Rubiera - Bologna United | 28-25   | 19 dicembre |
| 24 ottobre | 27 - 31 | Massa Marittima - Tavarnelle     | 31-32   | 20 dicembre |
| 24 ottobre | 32 - 25 | Follonica - Sassari Verdeazzurro | 31-29   | 19 dicembre |

| Andata     | Andata | 4ª/11ª giornata               | Ritorno | Ritorno    |
|            |        |                               |         |            |
| 31 ottobre | 29-31  | Massa Marittima - Parma       | 28-37   | 23 gennaio |
| 31 ottobre | 22-33  | Sassari Verdeazzurro - Modena | 27-26   | 23 gennaio |
| 31 ottobre | 25-33  | Bologna United - Tavarnelle   | 32-33   | 24 gennaio |
| 1 novembre | 31-26  | Follonica - Secchia Rubiera   | 21-27   | 23 gennaio |

| Andata      | Andata | 5ª/12ª giornata              | Ritorno | Ritorno    |
|             |        |                              |         |            |
| 14 novembre | 34-27  | Modena - Massa Marittima     | 30-22   | 30 gennaio |
| 14 novembre | 35-26  | Parma - Sassari Verdeazzurro | 25-22   | 30 gennaio |
| 14 novembre | 41-37  | Secchia Rubiera - Tavarnelle | 28-37   | 31 gennaio |
| 14 novembre | 28-26  | Bologna United - Follonica   | 25-29   | 31 gennaio |

| Andata      | Andata | 6ª/13ª giornata                   | Ritorno | Ritorno    |
|             |        |                                   |         |            |
| 21 novembre | 38-30  | Secchia Rubiera - Parma           | 31-32   | 6 febbraio |
| 21 novembre | 29-24  | Modena - Bologna United           | 22-25   | 6 febbraio |
| 22 novembre | 32-27  | Follonica - Massa Marittima       | 29-30   | 6 febbraio |
| 22 novembre | 39-30  | Tavarnelle - Sassari Verdeazzurro | 32-30   | 6 febbraio |

| \| Andata \| Andata \| 7ª/14ª giornata \| Ritorno \| Ritorno \| \| \| \| \| \| \| \| 28 novembre \| 34-31 \| Sassari Verdeazzurro - Bologna United \| 26-32 \| 13 febbraio \| \| 28 novembre \| 33-36 \| Massa Marittima - Secchia Rubiera \| 32-37 \| 13 febbraio \| \| 28 novembre \| 23-24 \| Modena - Tavarnelle \| 28-33 \| 14 febbraio \| \| 29 novembre \| 33-27 \| Follonica - Parma \| 37-33 \| 13 febbraio \| |        |                                       |         |             |
| Andata | Andata | 7ª/14ª giornata                       | Ritorno | Ritorno     |
| |        |                                       |         |             |
| 28 novembre | 34-31  | Sassari Verdeazzurro - Bologna United | 26-32   | 13 febbraio |
| 28 novembre | 33-36  | Massa Marittima - Secchia Rubiera     | 32-37   | 13 febbraio |
| 28 novembre | 23-24  | Modena - Tavarnelle                   | 28-33   | 14 febbraio |
| 29 novembre | 33-27  | Follonica - Parma                     | 37-33   | 13 febbraio |

#### Classifica
|  | Pos. | Squadra         | Pt | G  | V  | VR | P  | PR | GF  | GS  | D   | Note                   |
|  | ---- | --------------- | -- | -- | -- | -- | -- | -- | --- | --- | --- | ---------------------- |
|  | 1.   | Tavarnelle      | 36 | 14 | 12 | 0  | 2  | 0  | 462 | 399 | +63 | Qualificato ai playoff |
|  | 2.   | Secchia Rubiera | 30 | 14 | 10 | 0  | 4  | 0  | 448 | 403 | +45 | Qualificato ai playoff |
|  | 3.   | Modena          | 24 | 14 | 8  | 0  | 6  | 0  | 386 | 363 | +23 | Qualificato ai playoff |
|  | 4.   | Parma           | 21 | 14 | 7  | 0  | 7  | 0  | 429 | 425 | +4  | Qualificato ai playoff |
|  | 5.   | Follonica       | 20 | 14 | 6  | 1  | 7  | 0  | 390 | 396 | -6  | Playout                |
|  | 6.   | Bologna United  | 20 | 14 | 6  | 1  | 7  | 0  | 410 | 416 | -6  | Playout                |
|  | 7.   | Massa Marittima | 9  | 14 | 2  | 1  | 10 | 1  | 431 | 480 | -49 | Playout                |
|  | 8.   | Verdeazzurro    | 8  | 14 | 2  | 0  | 10 | 2  | 392 | 465 | -73 | Playout                |

### Poule Playoff

#### Classifica
|  | Pos. | Squadra         | Pt | G | V | VR | S | SR | GF  | GS  | D   | Note       |
|  | ---- | --------------- | -- | - | - | -- | - | -- | --- | --- | --- | ---------- |
|  | 1.   | Tavarnelle      | 19 | 6 | 3 | 0  | 2 | 1  | 167 | 156 | +11 | Promozione |
|  | 2.   | Modena          | 17 | 6 | 4 | 1  | 1 | 0  | 157 | 125 | +22 |            |
|  | 3.   | Secchia Rubiera | 15 | 6 | 3 | 0  | 3 | 0  | 163 | 161 | +2  |            |
|  | 4.   | Parma           | 3  | 6 | 1 | 0  | 5 | 0  | 136 | 181 | -45 |            |

### Poule Retrocessione

#### Classifica
|  | Pos. | Squadra         | Pt | G | V | VR | S | SR | GF  | GS  | D   | Note          |
|  | ---- | --------------- | -- | - | - | -- | - | -- | --- | --- | --- | ------------- |
|  | 1.   | Bologna United  | 19 | 6 | 5 | 0  | 1 | 0  | 196 | 160 | +36 |               |
|  | 2.   | Follonica       | 18 | 6 | 4 | 0  | 2 | 0  | 176 | 183 | -7  |               |
|  | 3.   | Massa Marittima | 8  | 6 | 2 | 0  | 4 | 0  | 184 | 192 | -8  |               |
|  | 4.   | Verdeazzurro    | 3  | 6 | 1 | 0  | 5 | 0  | 167 | 188 | -21 | Retrocessione |

## Girone D

### Squadre partecipanti
| Città         | Club                 | Palasport                         | Sponsor tecnico | Sponsor ufficiale | Stagione 2014-2015                           |
| ------------- | -------------------- | --------------------------------- | --------------- | ----------------- | -------------------------------------------- |
| Altamura (BA) | Pallamano Altamura   | Palazzetto di Altamura            |                 |                   | 2ª Serie B - Girone Calabria-Campania-Puglia |
| Benevento     | Valentino Ferrara    | PalaTedeschi                      |                 |                   | 3ª Serie B - Girone Calabria-Campania-Puglia |
| Capua (CE)    | Capua Pallamano      | Palasport di Capua                |                 | Salzillo          | 4ª Serie A2 - Girone D                       |
| Chieti (PE)   | Pallamano CUS Chieti | Pala Santa Filomena               |                 |                   | 1ª Serie B - Girone Abruzzo-Marche           |
| Noci (BA)     | Pallamano Noci       | Palazzetto Polivalente Deluca Res |                 | Morea             | 1ª Serie B - Girone Calabria-Campania-Puglia |

### Prima Fase

#### Risultati
| Andata     | Andata       | 1ª/6ª giornata                   | Ritorno | Ritorno     |
|            |              |                                  |         |             |
| 10 ottobre | 25 - 18      | CUS Chieti - Capua               | 24-25   | 21 novembre |
| 10 ottobre | 26 - 18      | Benevento "V.Ferrara" - Altamura | 25-24   | 21 novembre |
| 10 ottobre | riposa: Noci |                                  |         | 21 novembre |

| Andata     | Andata             | 2ª/7ª giornata                | Ritorno | Ritorno     |
|            |                    |                               |         |             |
| 17 ottobre | 14 - 21            | Altamura - Noci               | 23-28   | 28 novembre |
| 17 ottobre | 33 - 26            | Capua - Benevento "V.Ferrara" | 21-28   | 28 novembre |
| 17 ottobre | riposa: CUS Chieti |                               |         | 28 novembre |

| Andata     | Andata                        | 3ª/8ª giornata    | Ritorno | Ritorno    |
|            |                               |                   |         |            |
| 24 ottobre | 25 - 21                       | Altamura - Capua  | 24-23   | 5 dicembre |
| 24 ottobre | 30 - 31                       | Noci - CUS Chieti | 32-25   | 5 dicembre |
| 24 ottobre | riposa: Benevento "V.Ferrara" |                   |         | 5 dicembre |

| Andata     | Andata        | 4ª/9ª giornata               | Ritorno | Ritorno     |
|            |               |                              |         |             |
| 31 ottobre | 25-18         | CUS Chieti - Altamura        | 23-21   | 12 dicembre |
| 31 ottobre | 27-21         | Noci - Benevento "V.Ferrara" | 22-21   | 12 dicembre |
| 31 ottobre | riposa: Capua |                              |         | 12 dicembre |

| Andata      | Andata           | 5ª/10ª giornata                   | Ritorno | Ritorno     |
|             |                  |                                   |         |             |
| 14 novembre | 29-26            | Capua - Noci                      | 20-35   | 19 dicembre |
| 14 novembre | 27-26            | Benevento "V.Ferrara - CUS Chieti | 29-32   | 19 dicembre |
| 14 novembre | riposa: Altamura |                                   |         | 19 dicembre |

| Doppia Andata | Doppia Andata | 11ª/16ª giornata                 | Doppio Ritorno | Doppio Ritorno |
|               |               |                                  |                |                |
| 23 gennaio    | 29-24         | CUS Chieti - Capua               | 21-25          | 5 marzo        |
| 23 gennaio    | 29-24         | Benevento "V.Ferrara" - Altamura | 30-33          | 5 marzo        |
| 23 gennaio    | riposa: Noci  |                                  |                | 5 marzo        |

| Doppia Andata | Doppia Andata      | 12ª/17ª giornata              | Doppio Ritorno | Doppio Ritorno |
|               |                    |                               |                |                |
| 30 gennaio    | 20-25              | Altamura - Noci               | 21-37          | 12 marzo       |
| 30 gennaio    | 32-29              | Capua - Benevento "V.Ferrara" | 31-48          | 12 marzo       |
| 30 gennaio    | riposa: CUS Chieti |                               |                | 12 marzo       |

| Doppia Andata | Doppia Andata                 | 13ª/18ª giornata  | Doppio Ritorno | Doppio Ritorno |
|               |                               |                   |                |                |
| 6 febbraio    | 29-30                         | Altamura - Capua  | 29-31          | 19 marzo       |
| 6 febbraio    | 28-15                         | Noci - CUS Chieti | 30-25          | 19 marzo       |
| 6 febbraio    | riposa: Benevento "V.Ferrara" |                   |                | 19 marzo       |

| Doppia Andata | Doppia Andata | 14ª/19ª giornata             | Doppio Ritorno | Doppio Ritorno |
|               |               |                              |                |                |
| 13 febbraio   | 21-20         | CUS Chieti - Altamura        | 22-23          | 2 aprile       |
| 13 febbraio   | 37-29         | Noci - Benevento "V.Ferrara" | 26-29          | 2 aprile       |
| 13 febbraio   | riposa: Capua |                              |                | 2 aprile       |

| Doppia Andata | Doppia Andata    | 15ª/20ª giornata                   | Doppio Ritorno | Doppio Ritorno |
|               |                  |                                    |                |                |
| 27 febbraio   | 26-29            | Capua - Noci                       | 29-35          | 9 aprile       |
| 27 febbraio   | 38-25            | Benevento "V.Ferrara" - CUS Chieti | 30-20          | 9 aprile       |
| 27 febbraio   | riposa: Altamura |                                    |                | 9 aprile       |

#### Classifica
|  | Pos. | Squadra           | Pt | G  | V  | VR | P  | PR | GF  | GS  | D   | Note          |
|  | ---- | ----------------- | -- | -- | -- | -- | -- | -- | --- | --- | --- | ------------- |
|  | 1.   | Noci              | 40 | 16 | 13 | 0  | 2  | 1  | 468 | 378 | +90 | Promozione    |
|  | 2.   | Valentino Ferrara | 26 | 16 | 8  | 1  | 7  | 0  | 465 | 431 | +34 |               |
|  | 3.   | Capua             | 25 | 16 | 8  | 0  | 7  | 1  | 417 | 450 | -33 |               |
|  | 4.   | Chieti            | 16 | 16 | 5  | 1  | 10 | 0  | 377 | 417 | -40 |               |
|  | 5.   | Altamura          | 12 | 16 | 3  | 1  | 11 | 1  | 366 | 417 | -51 | Retrocessione |

## Girone E

### Squadre partecipanti
| Città         | Club                      | Palasport             | Sponsor      | Stagione 2014-2015          |
| ------------- | ------------------------- | --------------------- | ------------ | --------------------------- |
| Alcamo (TP)   | Pallamano Alcamo          | Nuovo Pala Verga      | Cassara Vini | 9ª Serie A - Girone C       |
| Caltanissetta | Nuova Audax Caltanissetta | PalaCarelli           |              | 6ª Serie A2 - Girone E      |
| Marsala (TP)  | Pallamano Il Giovinetto   | Complesso Polivalente | Biotrading   | 2ª Serie A2 - Girone A      |
| Palermo       | CUS Palermo Pallamano     | PalaCus               |              | 1ª Serie B - Girone Sicilia |
| Palermo       | Handball Kelona           | PalaOreto             |              | 4ª Serie A2 - Girone E      |

### Prima Fase

#### Risultati
| Andata     | Andata         | 1ª/6ª giornata           | Ritorno | Ritorno     |
|            |                |                          |         |             |
| 10 ottobre | 28 - 21        | CUS Palermo - Nova Audax | 29-24   | 22 novembre |
| 10 ottobre | 30 - 22        | Kelona - Il Giovinetto   | 30-26   | 22 novembre |
| 10 ottobre | riposa: Alcamo |                          |         | 22 novembre |

| Andata     | Andata              | 2ª/7ª giornata         | Ritorno | Ritorno     |
|            |                     |                        |         |             |
| 18 ottobre | 35 - 32             | Il Giovinetto - Alcamo | 25-26   | 28 novembre |
| 18 ottobre | 21 - 30             | Nova Audax - Kelona    | 32-34   | 28 novembre |
| 18 ottobre | riposa: CUS Palermo |                        |         | 28 novembre |

| Andata     | Andata         | 3ª/8ª giornata             | Ritorno | Ritorno    |
|            |                |                            |         |            |
| 24 ottobre | 32 - 24        | Alcamo - CUS Palermo       | 29-28   | 5 dicembre |
| 25 ottobre | 33 - 24        | Il Giovinetto - Nova Audax | 34-30   | 6 dicembre |
| 25 ottobre | riposa: Kelona |                            |         | 6 dicembre |

| Andata     | Andata             | 4ª/9ª giornata              | Ritorno | Ritorno     |
|            |                    |                             |         |             |
| 31 ottobre | 28-27              | CUS Palermo - Il Giovinetto | 32-34   | 13 dicembre |
| 31 ottobre | 29-26              | Alcamo - Kelona             | 25-29   | 12 dicembre |
| 31 ottobre | riposa: Nova Audax |                             |         | 12 dicembre |

| Andata      | Andata                | 5ª/10ª giornata      | Ritorno | Ritorno     |
|             |                       |                      |         |             |
| 14 novembre | 37-31                 | Kelona - CUS Palermo | 28-27   | 19 dicembre |
| 15 novembre | 24-27                 | Nova Audax - Alcamo  | 24-32   | 19 dicembre |
| 15 novembre | riposa: Il Giovinetto |                      |         | 19 dicembre |

| Doppia Andata | Doppia Andata  | 11ª/16ª giornata         | Doppio Ritorno | Doppio Ritorno |
|               |                |                          |                |                |
| 23 gennaio    | 41-30          | CUS Palermo - Nova Audax | 37-24          | 6 marzo        |
| 23 gennaio    | 28-27          | Kelona - Il Giovinetto   | 25-31          | 6 marzo        |
| 23 gennaio    | riposa: Alcamo |                          |                | 6 marzo        |

| Doppia Andata | Doppia Andata       | 12ª/17ª giornata       | Doppio Ritorno | Doppio Ritorno |
|               |                     |                        |                |                |
| 31 gennaio    | 26-22               | Il Giovinetto - Alcamo | 22-27          | 12 marzo       |
| 31 gennaio    | 24-41               | Nova Audax - Kelona    | 20-37          | 12 marzo       |
| 31 gennaio    | riposa: CUS Palermo |                        |                | 12 marzo       |

| Doppia Andata | Doppia Andata  | 13ª/18ª giornata           | Doppio Ritorno | Doppio Ritorno |
|               |                |                            |                |                |
| 6 febbraio    | 33-22          | Alcamo - CUS Palermo       | 29-23          | 19 marzo       |
| 7 febbraio    | 38-31          | Il Giovinetto - Nova Audax | 33-30          | 20 marzo       |
| 7 febbraio    | riposa: Kelona |                            |                | 20 marzo       |

| Doppia Andata | Doppia Andata      | 14ª/19ª giornata            | Doppio Ritorno | Doppio Ritorno |
|               |                    |                             |                |                |
| 13 febbraio   | 28-25              | CUS Palermo - Il Giovinetto | 26-30          | 3 aprile       |
| 13 febbraio   | 29-32              | Alcamo - Kelona             | 28-36          | 2 aprile       |
| 13 febbraio   | riposa: Nova Audax |                             |                | 2 aprile       |

| Doppia Andata | Doppia Andata         | 15ª/20ª giornata     | Doppio Ritorno | Doppio Ritorno |
|               |                       |                      |                |                |
| 27 febbraio   | 37-26                 | Kelona - CUS Palermo | 28-29          | 9 aprile       |
| 28 febbraio   | 23-28                 | Nova Audax - Alcamo  | 26-34          | 9 aprile       |
| 28 febbraio   | riposa: Il Giovinetto |                      |                | 9 aprile       |

#### Classifica
|  | Pos. | Squadra               | Pt | G  | V  | VR | P  | PR | GF  | GS  | D    | Note          |
|  | ---- | --------------------- | -- | -- | -- | -- | -- | -- | --- | --- | ---- | ------------- |
|  | 1.   | Kelona                | 39 | 16 | 13 | 0  | 3  | 0  | 508 | 427 | +81  | Promozione    |
|  | 2.   | Alcamo                | 32 | 16 | 10 | 1  | 5  | 0  | 462 | 425 | +41  |               |
|  | 3.   | Il Giovinetto Marsala | 18 | 16 | 9  | 0  | 6  | 1  | 468 | 449 | +19  |               |
|  | 4.   | CUS Palermo           | 21 | 16 | 6  | 1  | 8  | 1  | 459 | 468 | -9   |               |
|  | 5.   | Nova Audax            | 0  | 16 | 0  | 0  | 16 | 0  | 408 | 536 | -128 | Retrocessione |